# Balogh András (színművész, 1962)
Balogh András (Túrkeve, 1962. március 6. –) Aase-díjas magyar színész, rendező.

## Életpályája
Túrkevén született 1962. március 6-án. Géplakatosnak tanult, a gyöngyösi 214. sz. Szakmunkásképző Intézetben. Középiskolásként, magyartanára javaslatára kezdett színészettel foglalkozni a Jankovits Jenő vezette Gyöngyösi Játékszínben. 1984-től a Bodnár Sándor vezette Nemzeti Színház Stúdiójának növendéke. A sikeres felvételit követően, a Színház- és Filmművészeti Főiskolán, Szirtes Tamás osztályában 1989-ben kapott színészi diplomát. Főiskolásként gyakorlati idejét a Madách Színházban töltötte. A színház akkori igazgatója, Gali László hívására szerződött az egri Gárdonyi Géza Színház társulatához, amelynek azóta is tagja. 2014-ben Aase-díjat kapott. Színjátszócsoportok vezetője és rendezéssel is foglalkozik.

## Fontosabb színházi szerepei
- Háy Gyula: Mohács... Ciprusi Hannibál
- Müller Péter – Tolcsvay László – Bródy János: Doctor Herz... Nemo kapitány
- Müller Péter – Tolcsvay László – Bródy János: Mária evangéliuma... Menyhért király
- Bertolt Brecht: A szecsuáni jólélek... Fivér
- Moldova György: Malom a pokolban... őrmester
- Tamási Áron: Ördögölő Józsiás... Babura
- Arthur Miller: A salemi boszorkányok... Herrick
- Hegedüs Géza: Mátyás király Debrecenben... Osváth
- William Shakespeare: Vízkereszt vagy mit akartok... Fábián
- William Shakespeare: Szentivánéji álom... Dudásdoux:
- William Shakespeare: Ahogy tetszik... Silvius
- William Shakespeare: III. Richárd... I. gyilkos
- Jókai Mór: Thália szekerén... Harsány
- Sütő András: Kalandozások Ihajcsuhajdiában... bíró; kasznár; pap
- Móricz Zsigmond: Nem élhetek muzsikaszó nélkül... Viktor
- Móricz Zsigmond: Rokonok... Polgármester
- Fazekas Mihály – Móricz Zsigmond: Lúdas Matyi... Matyi
- Carlo Collodi – Litvai Nelli: Pinokkió... Kanóc; Tonhal
- Mikszáth Kálmán: A Noszthy fiú esete Tóth Marival... Flótás
- Jean Giraudoux: Trójában nem lesz háború... vitorlamester
- Vaszary János: Ki a harmadik... Szalóki házmester
- Jaroslav Hašek – Bodrogi Gyula: Svejk a hátországban... Bautze; Napóleon; őrmester
- Ion Luca Caragiale: Az elveszett levél... Brizovenescu
- Szép Ernő: Vőlegény... Zoli
- Szirmai László – Bakonyi Károly: Mágnás Miska... Eleméry Tasziló gróf; Szele, Korláh gróf titkára
- Andrew Lloyd Webber – Tim Rice: József és a színes, szélesvásznú álomkabát... Izsák
- Sarkadi Imre – Szörényi Levente – Bródy János: Kőműves Kelemen... Izsák
- Kesserling: Arzén és levendula... Mortimer
- William Somerset Maugham: Imádok férjhez menni... Bill
- Presser Gábor – Horváth Péter – Sztevanovity Dusán: A padlás... Rádiós; Témüller
- Georges Feydeau: Bolha a fülbe... Ferraion
- Blaskó-Saárossy Zsófia – Nagy Zoltán: A csodatükör... Kopac király
- Szamuil Marsak: Tizenkét hónap... Szamovár
- Grimm fivérek – Szőke Andrea: Rigócsőr királyfi... Pacni gróf
- László Miklós: Illatszertár... Jancsi
- Szigligeti Ede: Liliomfi... Kányai, fogadós
- Kacsóh Pongrác: János vitéz... Csősz
- Fényes Szabolcs – Békeffi István: Rigó Jancsi... Béla bácsi
- Csiky Gergely: A nagymama... Tódorka Szilárd
- Csukás István – Bergendy István: Süsü, a sárkány... Süsü

## Filmek, tv
- Nyári keringő (1986)
- Georges Feydeau: Bolha a fülbe (színházi előadés tv-felvétele) (1988)
- Mr. Universe (1988)
- Mátyás király Debrecenben (1990)
- Éretlenek – A zálog című rész (1995)
- Kisváros (1995-1997)
- TV a város szélén (sorozat) (1998)
- Rohatt dolog (2003)
- Utolsó idők (2009)
- Hajónapló (2009-2010)
- Szinglik éjszakája (2010)
- A vizsga (2011)
- Berosált a rezesbanda (2013)
- Isteni műszak (2013)
- Swing (2014)
- A negyedik hónap (2016)
- A hentes, a kurva és a félszemű (2017)
- Árulók (2017)
- Drakulics elvtárs (2018)
- Cseppben az élet (2019)
- Post Mortem (2019)
- A besúgó (2022)

## Rendezéseiből
- A megóvott szüzesség
- Vásári komédia

## Díjai, elismerései
- Az évad művésze (2012 – Gárdonyi Géza Színház)
- Aase-díj (2014)